# Pincer Point
Der Pincer Point (englisch für Krebsscherenspitze) ist ein schmaler Gebirgskamm an der Gould-Küste des westantarktischen Marie-Byrd-Lands. Am nordwestlichen Ende der Tapley Mountains erstreckt er sich 6 km ostsüdöstlich des Durham Point in das Ross-Schelfeis in nördlicher Richtung.
Teilnehmer der US-amerikanischen Byrd Antarctic Expedition (1928–1930) entdeckten ihn und kartierten ihn grob. Das Advisory Committee on Antarctic Names benannte ihn 1967 deskriptiv nach seiner Erscheinung.